# Palagianello
Palagianello es una localidad y comune italiana de la provincia de Tarento, región de Apulia, con 7.901 habitantes.

## Evolución demográfica
| Gráfica de evolución demográfica de Palagianello entre 1861 y 2001 |
|                                                                    |
| Fuente ISTAT - elaboración gráfica de Wikipedia                    |